# Diocèse de Sessa Aurunca
Le diocèse de Sessa Aurunca (en latin : Diœcesis Suessana ; en italien : Diocesi di Sessa Aurunca) est un diocèse de l'Église catholique en Italie, suffragant de l'archidiocèse de Naples et appartenant à la région ecclésiastique de Campanie.

## Territoire
Il est situé dans une partie de la province de Caserte, l'autre partie de cette province étant partagé par l'archidiocèse de Capoue
et les diocèses d'Isernia-Venafro, d'Alife-Caiazzo, d'Aversa, de Cerreto Sannita-Telese-Sant'Agata de' Goti, de Caserte, de Teano-Calvi et de Sora-Cassino-Aquino-Pontecorvo. Son territoire a une superficie de 338 km2 divisé en 42 paroisses regroupées en 4 archidiaconés. L'évêché est à Sessa Aurunca où se trouve la cathédrale des saints Pierre et Paul.

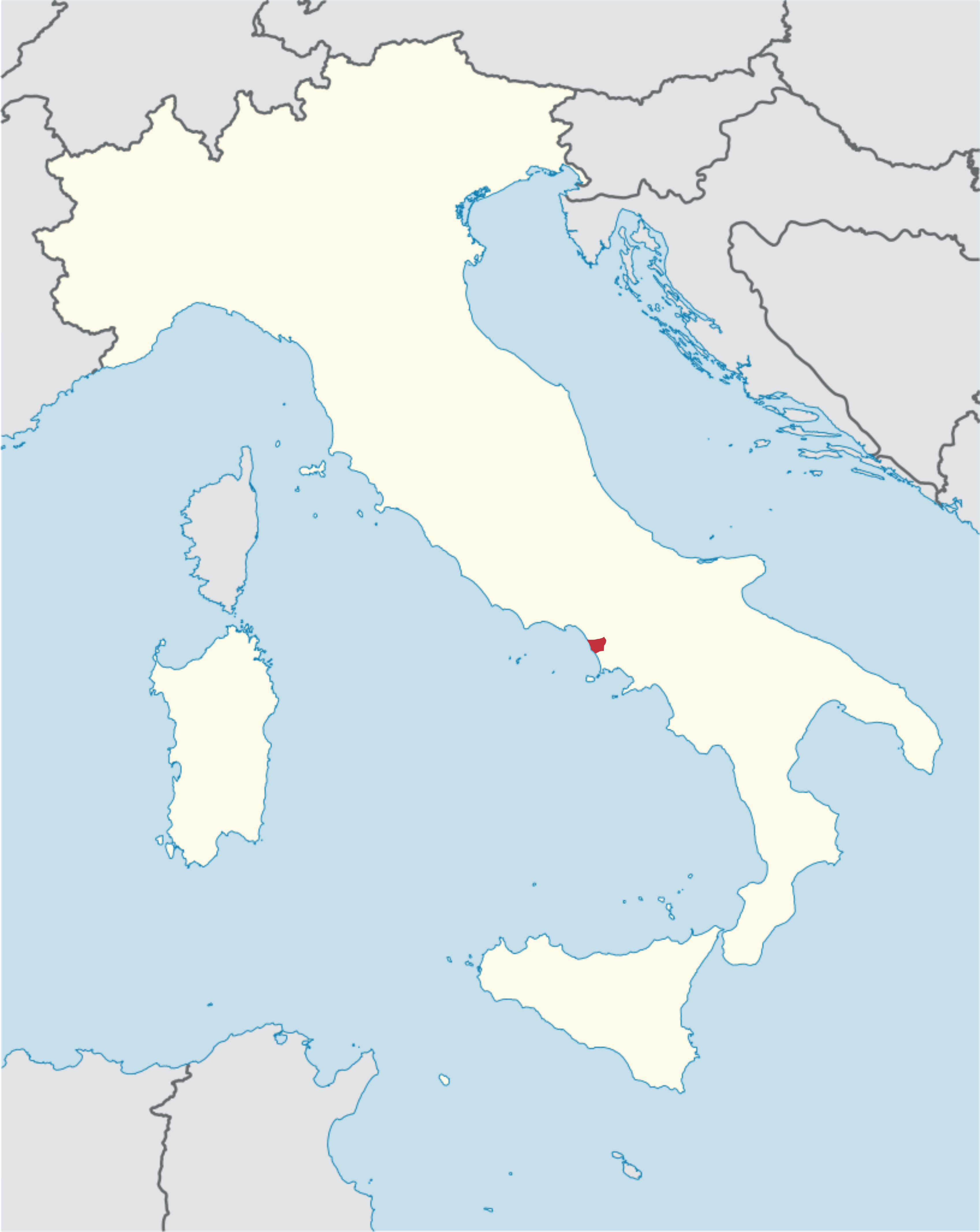
Emplacement du diocèse en Italie.

## Histoire

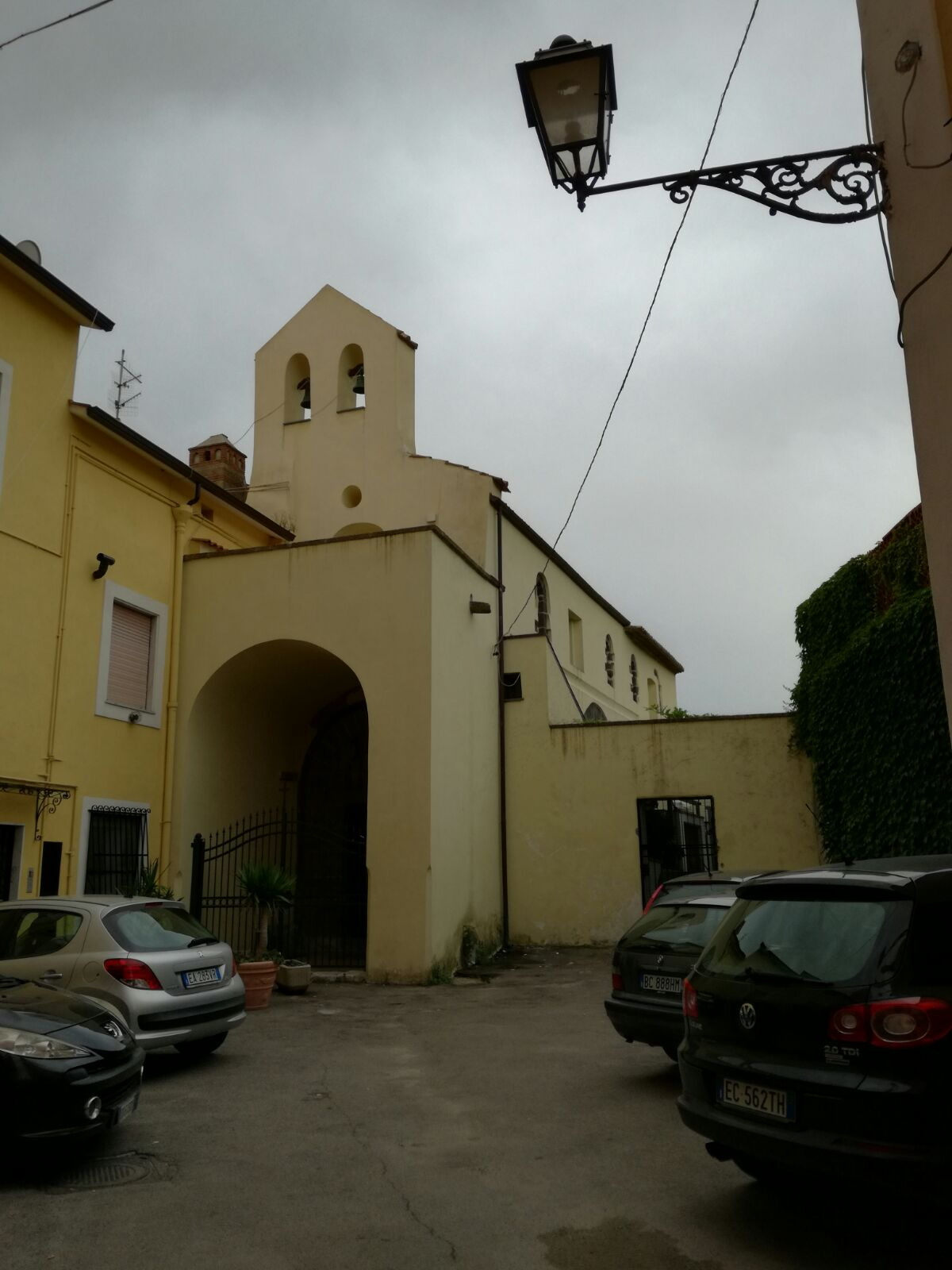
L'église de San Benedetto (Xe siècle), la plus ancienne de Sessa Aurunca

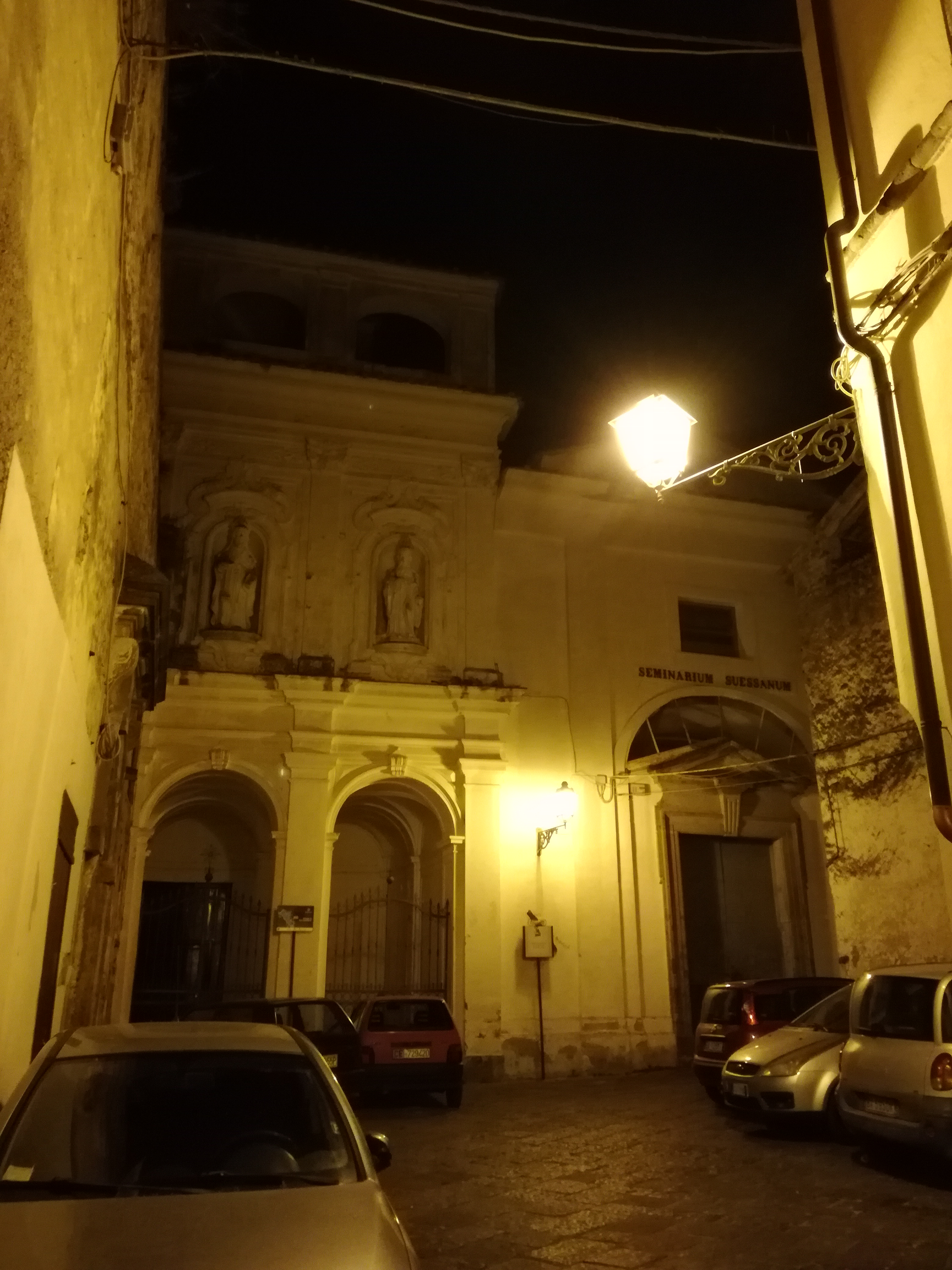
Monastère de San Germano de Sessa Aurunca

La tradition attribue l'évangélisation de la ville de Sessa par l'apôtre saint Pierre. De nombreux saints martyrisés à Sessa sous Dioclétien sont nommés dans le martyrologe romain de Cesare Baronio. Le premier évêque de Sessa dont le nom est connu est Fortunat, qui prend part au concile de Rome organisé par le pape Symmaque en 499. C'est probablement à lui et à l'évêque Rustico du diocèse de Minturno (it) que le pape Gélase Ier confie en 496 la tâche de visiteur du diocèse de Carinola (it) dont l'évêque souffre de folie. Pendant les siècles suivants, il n'y a plus de documents sur les évêques de Sessa jusqu’à la fin du Xe siècle lorsque Giovanni, episcopus Suesanae, prend part au concile organisé à Rome par le pape Grégoire V entre fin 998 et février 999.
Dans un acte de 1032 d'Attenolfo II, archevêque de Capoue, le diocèse de Sessa est mentionné comme suffragant de l'archidiocèse de Capoue. Il est probablement que Sessa est soumis depuis 966, date à laquelle le pape Jean XIII élève Capoue à la dignité métropolitaine. La bulle d'Atenolfo, adressé à l'évêque Benedetto, est fondamental pour l'histoire du diocèse. L'évêque Benedetto est encore documenté à deux autres occasions : il souscrit à la bulle de canonisation de saint Gérard de Toul en 1049 et à celle du pape Nicolas II de 1059 sur l'élection du pape. Après Benedetto, Milone devient évêque de Sessa vers 1071 ; c'est le premier d'une série d'évêques bénédictins qui tiennent la chaire de Sessa entre le XIe siècle et le XIIe siècle. La cathédrale romane de Sessa date de 1103 lorsque le bénédictin Jacques est évêque. C'est toujours un bénédictin, Jean II, qui signe en 1113 le privilège que le métropolite Senne de Capoue accorde au diocèse de Caserte. La présence constante des bénédictins de Mont-Cassin sur le territoire diocésain s'estompe avec l'avènement de Frédéric II de Souabe ; seul le hameau de Sorbello demeure jusqu'au XXe siècle sous la juridiction directe des abbés du Mont-Cassin. La présence des franciscains est également importante. Selon une tradition locale, saint François d'Assise aurait lui-même vécu dans le diocèse pendant plusieurs années.
Au concile de Trente, le diocèse est représenté par l'évêque Galeazzo Florimonte (1552-1565) humaniste et érudit, célèbre pour avoir inspiré Giovanni Della Casa en écrivant le Galateo (it) qui tire son nom de l'évêque de Sessa. Mgr Giovanni Placido (1566-1591) est responsable de la première mise en œuvre des réformes du concile de Trente. Il est probablement le fondateur du séminaire, il célèbre deux synodes diocésains en 1569 et en 1573, il réforme la répartition des revenus des paroisses. Le travail de réforme de la vie du diocèse se poursuit avec les évêques successifs Alessandro Riccardi (1591-1604) et Fausto Rebagli (1604-1624). Le XVIe siècle est une période très active pour la fondation de nombreuses confréries laïcs à Sessa Aurunca.
La période napoléonienne est terrible pour le diocèse, qui est limogé par les troupes françaises en 1799 et qui provoque la mort de nombreux civils et prêtres ; l'évêque Pietro De Felice (1797-1814) est cependant envoyé en exil à Assise et ne revint qu'en 1809. Après le concordat de Terracina entre le pape Pie VII et le roi des Deux-Siciles, Ferdinand Ier de Bourbon, avec la bulle De utiliori du 27 juin 1818, le pape supprime le diocèse de Carinola et fusionne le territoire avec le diocèse de Sessa. Au siècle suivant, les évêques successifs tentent de lutter contre la pauvreté et les inégalités sociales et de développer la culture. Le cas de Ferdinando Girardi, évêque de 1848 à 1866, est emblématique ; noble, il est par la suite dénoncé comme étant carbonariste et un bourboniste ; il est ensuite condamné et exilé en 1860. Il convient de mentionner la visite faite en 1850 par le pape Pie IX, exilé dans le royaume des Deux-Siciles qui visite la ville et la cathédrale.
Giovanni Maria Diamare (1888-1914) est particulièrement attaché à la culture, il est responsable de la fondation de la bibliothèque diocésaine, qu'il dédie au pape Léon XIII, de la création des archives historiques et la rédaction d'une histoire du diocèse publiées en deux volumes entre 1906 et 1907. Son successeur Fortunato de Santa (1914-1938) célèbre un synode diocésain pour faire connaître le nouveau code de droit canonique de 1917. Le 30 avril 1979, le diocèse de Sessa Aurunca devient une partie de la province ecclésiastique de l'archidiocèse de Naples. Le musée diocésain, est également inauguré par l’évêque Diamare, s’enrichit d’œuvres des évêques Costantini (1962-1982) et de Napoletano (1994-2013) ; ce dernier décide de transférer le musée de l'ancien siège dans le nouveau musée de l'ancien monastère de San Germano de Sessa Aurunca.

## Sources
- « Diocese of Sessa Aurunca, Catholic-Hierarchy »

- (it) Cet article est partiellement ou en totalité issu de l’article de Wikipédia en italien intitulé « Diocesi di Sessa Aurunca » (voir la liste des auteurs).

### Article lié
- Liste des diocèses et archidiocèses d'Italie